# Aliații din Primul Război Mondial
Pierderile de militari români (în raport cu pierderile militare totale ale Aliaților)
     Imperiul Rus (30%)
     Franța (25%)
     Imperiul Britanic (16%)
     Italia (12%)
     Serbia (8%)
     România (6%)
     Statele Unite (2%)
     Alți participanți (1%)
Aliații din Primul Război Mondial sunt uneori denumiți și Puterile Antantei. Principalii aliați au fost Franța, Imperiul Rus și Imperiul Britanic (Antanta), Italia și Statele Unite ale Americii. Franța, Rusia și Anglia au intrat în război în 1914, ca urmare a înțelegerilor lor anterioare stabilite prin tratate de alianță (Tripla Antantă). Multe alte țări au intrat în război de partea aliaților.
Președintele Woodrow Wilson și administrația lui au fost hotărâți să nu definească SUA ca un aliat. Statele Unite au declarat război Germaniei folosind pretextul încălcării neutralității americane de către germani. Americanii nu au declarat război și Imperiului Otoman. Din acest motiv, SUA au intrat în război ca o "putere asociată", nu ca un aliat oficial al Franței și Marii Britanii, menținând o distanță politică de-a lungul întregului război și la Conferința de pace de la Paris.

## Principalii Aliați

### Statistici
|                            |                                            | Populație (milioane) | Suprafață (milioane km2) | PIB ($ miliarde) |                  |                  |
| Primul val: 1914           | Primul val: 1914                           | Primul val: 1914     | Primul val: 1914         | Primul val: 1914 | Primul val: 1914 | Primul val: 1914 |
| -------------------------- | ------------------------------------------ | -------------------- | ------------------------ | ---------------- | ---------------- | ---------------- |
| Imperiul Rus               | Imperiul Rus (inc. Polonia)                | 173.2                | 21.7                     | 257.7            |                  |                  |
| Imperiul Rus               | Finlanda                                   | 3.2                  | 0.4                      | 6.6              |                  |                  |
| Imperiul Rus               | Total                                      | 176.4                | 22.1                     | 264.3            |                  |                  |
| A Treia Republică Franceză | Franța                                     | 39.8                 | 0.5                      | 138.7            |                  |                  |
| A Treia Republică Franceză | Coloniile                                  | 48.3                 | 10.7                     | 31.5             |                  |                  |
| A Treia Republică Franceză | Total                                      | 88.1                 | 11.2                     | 138.7            |                  |                  |
| Marea Britanie             | Regatul Unit al Marii Britanii și Irlandei | 46.0                 | 0.3                      | 226.4            |                  |                  |
| Marea Britanie             | Coloniile                                  | 380.2                | 13.5                     | 257              |                  |                  |
| Marea Britanie             | Dominioanele                               | 19.9                 | 19.5                     | 77.8             |                  |                  |
| Marea Britanie             | Total                                      | 446.1                | 33.3                     | 561.2            |                  |                  |
| Imperiul Japonez           | Japonia                                    | 55.1                 | 0.4                      | 76.5             |                  |                  |
| Imperiul Japonez           | Coloniile                                  | 19.1                 | 0.3                      | 16.3             |                  |                  |
| Imperiul Japonez           | Total                                      | 74.2                 | 0.7                      | 92.8             |                  |                  |
| Statele iugoslave          | Statele iugoslave                          | 7.0                  | 0.2                      | 7.2              |                  |                  |
| Al doilea val (1915–16)    |                                            |                      |                          |                  |                  |                  |
| Regatul Italiei            | Italia                                     | 35.6                 | 0.3                      | 91.3             |                  |                  |
| Regatul Italiei            | Coloniile                                  | 2.0                  | 2.0                      | 1.3              |                  |                  |
| Regatul Italiei            | Total                                      | 37.6                 | 2.3                      | 92.6             |                  |                  |
| Prima Republică Portugheză | Portugal                                   | 6.0                  | 0.1                      | 7.4              |                  |                  |
| Prima Republică Portugheză | Coloniile                                  | 8.7                  | 2.4                      | 5.2              |                  |                  |
| Prima Republică Portugheză | Total                                      | 14.7                 | 2.5                      | 12.6             |                  |                  |
| Regatul României           | Regatul României                           | 7.7                  | 0.1                      | 11.7             |                  |                  |
| Al treilea val (1917–18)   |                                            |                      |                          |                  |                  |                  |
| Statele Unite              | Statele Unite                              | 96.5                 | 7.8                      | 511.6            |                  |                  |
| Statele Unite              | dependențe de peste mări                   | 9.8                  | 1.8                      | 10.6             |                  |                  |
| Statele Unite              | Total                                      | 106.3                | 9.6                      | 522.2            |                  |                  |
| Statele central-americane  | Statele central-americane                  | 9.0                  | 0.6                      | 10.6             |                  |                  |
| Brazilia                   | Brazilia                                   | 25.0                 | 8.5                      | 20.3             |                  |                  |
| Regatul Greciei            | Regatul Greciei                            | 4.8                  | 0.1                      | 7.7              |                  |                  |
| Siam                       | Siam                                       | 8.4                  | 0.5                      | 7.0              |                  |                  |
| Republica Chineză          | Republica Chineză                          | 441.0                | 11.1                     | 243.7            |                  |                  |